# Kagaya Yutaka
Kagaya Yutaka (カガヤ?  nacido en 1968 en Saitama) es un artista digital japonés que es conocido por pintar imágenes elaboradamente detalladas y de colores espectaculares. Sus imágenes a menudo incluyen elementos con una calidad luminosa. Algunas de sus asignaturas favoritas son astronomía y visiones de mundos utópicos. Sus obras están divididas en distintas colecciones, las tres principales son: Celestial Exploring, Starry Tales y Galactic Railroad. La más famosa es Celestial Exploring (Exploración Celestial traducido en español). A Kagaya realmente le gusta el cielo nocturno estrellado y con frecuencia usa el color azul en sus trabajos.
En su juventud se interesó mucho por el cielo con estrellas, comenzó a crear muchos dibujos y aprendió sobre astronomía. Mientras estudiaba se mostró interesado en las computadoras a la vez que optaba por seguir las carreras de Astrónomo o Ilustrador. Su trabajo empezó a hacerse conocido desde 1990 en Tokio.
Kagaya es más famoso en América del Norte que en Japón, principalmente porque tiene un estilo occidental. Él solo usa mujeres occidentales (que solo pueden hablar un poco de japonés) como sus modelos porque son más altas que las mujeres japonesas promedio.
El 23 de febrero de 2007, Kagaya lanzó un DVD llamado Fantasy Railroad in the Stars (銀河鉄道の夜), de Kenji Miyazawa (escritor de la novela Night on the Galactic Railroad). El DVD presenta la historia de un niño que sueña con viajar en tren a través de la Vía Láctea. La historia es narrada por la actriz de voz Kuwashima Houko.
Kagaya también tuvo una exposición de sus obras en Canadá. En 2008, hizo una exposición en Corea del Sur.